# Distretto di Ovacık
Il distretto di Ovacık (in turco Ovacık ilçesi) è uno dei distretti della provincia di Karabük, in Turchia.